# Rhynchozoon corniculatum
Rhynchozoon corniculatum är en mossdjursart som först beskrevs av Maplestone 1909.  Rhynchozoon corniculatum ingår i släktet Rhynchozoon och familjen Phidoloporidae. Inga underarter finns listade i Catalogue of Life.